# ان‌جی‌سی ۴۶۲۷
ان‌جی‌سی ۴۶۲۷ (انگلیسی: NGC 4627) نام یک کهکشان در صورت فلکی تازی‌ها است.